# Goryphus gandhii
Goryphus gandhii là một loài tò vò trong họ Ichneumonidae.